# 隆興寺
隆兴寺是中国现存的年代较早、规模较大且保存完整的佛教寺院之一，位于河北省石家莊市正定县正定镇城東門里街，又称“正定大佛寺”。中国“十大名寺”之一。1961年列入首批全国重点文物保护单位。现为国家4A级旅游景区。

## 历史
隆兴寺所在地原為后燕昭文帝慕容熙的龙腾苑，隋文帝开皇六年（586年）始在苑内修建寺院，初名龙藏寺，唐改隆兴寺。北宋开宝四年（971年），奉宋太祖赵匡胤旨，扩建寺院，修建大悲宝阁，并铸造一尊高七丈三尺高（21.3米）的铜质千手千眼观音菩萨像。此后金、元、明各代對寺廟均有修葺和增建。清康熙、乾隆年间，又两次敕令重修，康熙四十九年（1710年）赐额“隆兴寺”。

## 建筑
目前，隆兴寺占地82500平方米，布局與建筑保留了宋代风格。
山门内为一长方形院子，钟楼、鼓楼分列左右，中间大觉六师殿已毁，但尚存遗址；北进为摩尼殿，有左右配殿，构成一个纵长形院落；再向北进入第二道门内，就是主要建筑大悲阁和前两侧的慈氏阁和转轮藏阁，和其他次要的楼、阁、殿、亭等所构成的形式瑰伟的空间组合，是整个建筑群的高潮；最后还有弥陀殿位于寺后；其中佛香阁和弥陀殿采用三殿并列。
全寺建筑依着南北中轴线作纵深布置，自外而内、殿宇重叠、院落互变、高低错落、主次分明；南面迎门为琉璃照壁，向北还有牌坊、戒坛、康熙乾隆二御碑亭、御书楼、集庆阁等，末端还有1959年从正定城内崇因寺拆迁来的毗卢殿，系明神宗為生母慈聖皇太后祝壽所建。

### 摩尼殿
摩尼殿建于北宋皇祐四年（1052年），殿基近方形，四面正中各出抱厦；殿身厚墙围绕，仅抱厦正面开有门窗；外观别致，重檐歇山顶，抱厦为歇山顶，以山面向前，与传世的宋绘画类似。

### 大悲阁
大悲阁现高约33米，三层、歇山顶，上两层都用重檐，并有平座，重建于1940年前后；阁内供奉的千手观音，高24米，是北宋开宝四年（971年）建阁同时所铸，也是现存中国古代最大的铜像，手部业已残缺，惟像身比例匀称，衣纹流畅。

## 文物
寺内有六处文物最引人注目：
- 龙藏寺碑
- 摩尼殿
- 倒座观音
- 转轮藏
- 铜铸大佛
- 铜铸毗卢佛

## 图片
- 摩尼殿背面
- 转轮藏殿
- 慈氏阁
- 大悲阁
- 转轮藏
- 大觉六师殿遗址